# Francis Peabody Sharp

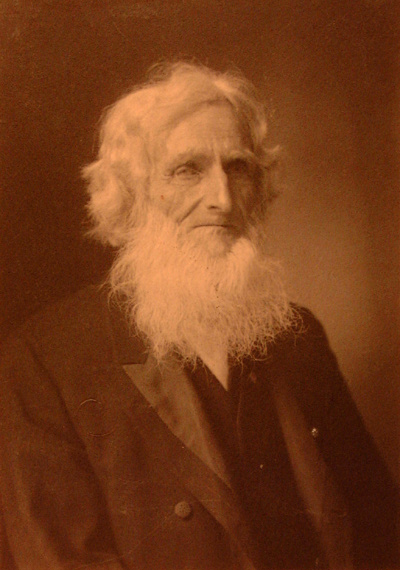
Francis Peabody Sharp

Francis Peabody Sharp (* 3. September 1823 in Northampton, New Brunswick; † 12. Dezember 1903 in Woodstock, New Brunswick) war ein kanadischer Obstzüchter und Baumschulbesitzer.

## Leben und Familie
Francis Peabody Sharp wurde am 3. September 1823 in der Ortschaft Northampton im Carleton County als Sohn von Adam Boyle Sharp und Maria Peabody geboren. Sein Vater war Holzfäller und Kaufmann in Upper Woodstock; seine Mutter war die Enkelin von Captain Francis Peabody aus Massachusetts, dem Gründer der ersten britischen Siedlungen am Saint John River, den Städten Maugerville und Gagetown. Sie brachte ein beträchtliches Vermögen mit in die Ehe.
Francis Sharp besuchte die Carleton Grammar School und wollte zunächst Arzt werden. Da er aber von schwacher gesundheitlicher Konstitution war, arbeitete er zunächst als Angestellter und Buchhalter im Laden seines Vaters, interessierte sich aber schon früh für die Gärtnerei und den Obstbau.
Im Jahr 1844 kaufte er seinem Vater die Farm in Northampton ab und legte auf dem Gelände einen ersten Obstgarten mit 100 Bäumen sowie 1846 eine kleine Baumschule an. Nach dem Tod seiner Mutter 1851 erbte er beträchtliche Ländereien, darunter 1000 Acres (ca. 400 ha) in Williamstown Lake in Carleton County.
Am 31. Dezember 1853 heiratete er Maria Shaw (* 12. Mai 1830; † 29. März 1904) aus Lower Wakefield, New Brunswick, mit der er acht Kinder bekam. Innerhalb einer Woche starben die drei erstgeborenen Kinder John (* 1854), Mary Agnes (* 1857) und Charles (* 1857) im Jahr 1861 an Diphtherie. Sein Sohn Franklin (* 1. August 1860; † September 1892) übernahm 1887 die Geschäfte der Baumschule und baute diese weiter aus, starb aber im Jahr 1892 an Auszehrung.
Seine Tochter Minnie Bell Sharp (* 12. Januar 1865 in Woodstock; † 11. April 1937 in Woodstock) erhielt eine Gesangs- und Klavierausbildung in New York City. 1899 heiratete sie den Künstler, Schriftsteller und Ethnologen Edwin Tappan Adney. Sie gründete in ihrer Heimatstadt Woodstock eine eigene Musikschule, die Woodstock School of Music. 1919 kandidierte sie für den Bezirk Victoria-Carleton bei der Bundeswahl. Frauen durften zu diesem Zeitpunkt zwar wählen, aber nicht kandidieren, so dass ihr Name nicht auf dem Stimmzettel erschien. Sie kandidierte 1921 und 1925, nachdem das Gesetz geändert worden war, erneut, erhielt aber nur 84 Stimmen.
Sharps Sohn Ziba Humboldt (* 8. Juli 1868) übernahm Teile des Familienunternehmens. Sein Vater überschrieb ihm 1885 Land am Sharp's Mountain, wo er fortan lebte. 1907 zog er nach Red Deer in Alberta, wo er eine eigene Baumschule gründete. Die Töchter Alexandra Elizabeth, genannt Lizzie (* 1870) und Harriet Jane, genannt Jennie (* 1871) erbten 1892 die Sharp Nurseries von ihrem Bruder Franklin.
Francis Peabody Sharp starb verarmt am 12. Dezember 1903 in Woodstock.

## Betätigung als Obstzüchter

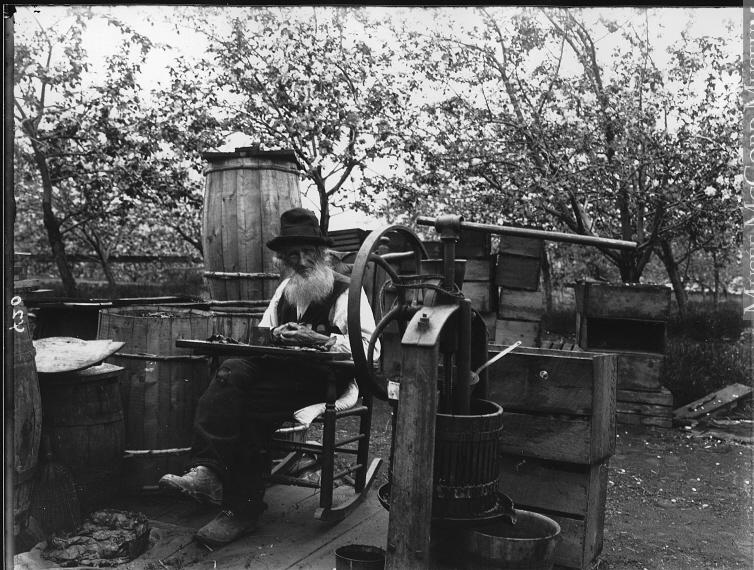
Francis Peabody Sharp bei der Gewinnung von Apfelkernen für Ausaatversuche, 1901

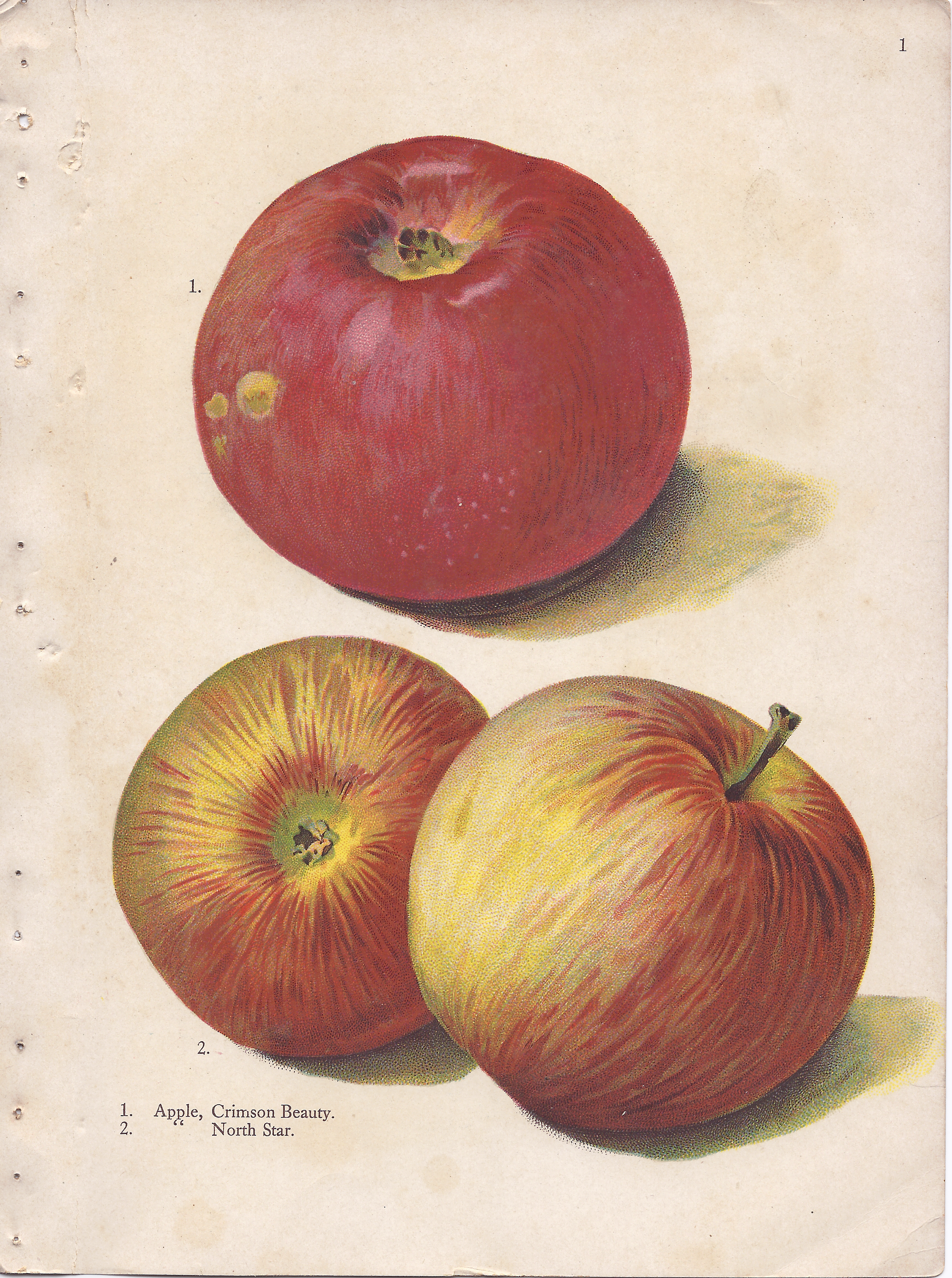
Darstellung der Apfelsorte Crimson Beauty (oben) aus dem Katalog der Baumschule Brown Brothers Continental Nursery, 1909

Sharp eignete sich im Selbststudium garten- und obstbauliches Wissen aus Zeitschriften und Büchern an. Er erkannte, dass es in New Brunswick bisher nicht gelungen war, erfolgreich Äpfel anzubauen, da die importierten Apfelsorten nicht an die rauen Winter und die kurze Vegetationsperiode angepasst waren. Aus der Literatur wusste Sharp, dass Äpfel selbst in den kalten Gegenden Russlands erfolgreich angebaut wurden, woraus er schlussfolgerte, dass es auch im New Brunswicker Klima möglich sein müsste, Äpfel zu kultivieren.
Um geeignete Sorten zu finden, pflanzte er Apfelsorten an, die bisher in der Gegend nicht kultiviert worden waren, unter anderem Fameuse, Porter, Minister, Golden Russet, Ribston Pepping, St. Lawrence, Gravensteiner, Talman Sweet and Williams Favorite.
Zu dieser Zeit kamen neue Erkenntnisse zur Befruchtung im Obstbau auf. Es gab bereits erste wissenschaftliche Versuche mit gezielten Kreuzungen durch kontrollierte Bestäubung mit Birnen und anderen Obstarten. Kreuzungsversuche mit Äpfeln waren aber noch nicht unternommen worden. Apfelsorten wurden bis dahin durch Veredelung vermehrt, da die Aussaat von Apfelsamen meist zu unterlegenen Sorten führt, die den Elternsorten nur selten ähneln. Sharp begann mit eigenen Kreuzungsversuchen mit dem Ziel, winterharte, an das raue Klima angepasste Apfelsorten zu züchten. Seine Kreuzungsversuche und deren Ergebnisse hat er sehr sorgfältig in seinem noch heute erhaltenen Tagebuch dokumentiert.
Im Jahr 1849 bezog Sharp Samen russischer Apfelsorten von der Baumschule Dunnings in Bangor, Maine. Er säte ca. 1000 Samen aus und beobachtete die sich entwickelnden Pflänzchen im Hinblick auf Wüchsigkeit, Winterhärte und die Widerstandsfähigkeit gegen Krankheiten. Aus den sich entwickelnden Apfelbäumchen selektierte er im Jahr 1854 eine Pflanze, dass sich als besonders winterhart und widerstandsfähig gegen das raue Klima von New Brunswick erwies und deren Früchte sich besonders gut zur Verarbeitung zu Apfelkuchen und Apfelmus eigneten. Sharp gab ihm den Namen Sharp's New Brunswick-Apple.
Mit dem New Brunswick-Apfel führte Sharp weitere Kreuzungsversuche durch, um Geschmack und Lagerfähigkeit zu verbessern. Aus diesen Versuchen ging im Jahr 1866 eine Sorte mit saftigem Fleisch und roter Schale hervor. Sharp nannte diesen Apfel zunächst Early Scarlet, änderte den Namen aber später in Crimson Beauty. Crimson Beauty ist ein Frühapfel, der wahrscheinlich aus der von Sharp vielfach eingesetzten Kreuzung der Apfelsorten Fameuse und New Brunswick entstanden ist. Er gilt als die erste Apfelsorte, die durch eine kontrollierte Verkreuzung der Elternsorten entstand. Die Apfelsorte wurde in zahlreichen Zuchtprogrammen auf der ganzen Welt eingesetzt, um die frühe Reife und rote Farbe zu vererben. Zu den Nachkommen zählen die Apfelsorten Caravel (1942), Ranger (1944), Quinte (1954) und Wellington (1955). In den Jahren 1908 bis 1915 verbreitete die Baumschule Stark Brothers die Sorte Crimson Beauty unter dem Namen Red Early Bird in den Vereinigten Staaten. Die Sorte wurde dabei als der in der Saison zuerst, noch 7 bis 10 Tage vor der Apfelsorte Yellow Transparent, reifende Apfel angepriesen.
Neben diesen beiden bekannten und verbreiteten Sorten gingen aus Sharps Kreuzungsversuchen zahlreiche weitere Sorten hervor, die aber heute zum überwiegenden Teil verschollen sind. Zu nennen sind hier die Sorten Bittersweet (New Brunswick x St. Lawrence), Sharp's Munro Sweet (Kreuzung New Brunswick x unbekannt aus dem Jahr 1869) und Woodstock Bloom (New Brunswick x Alexander)., außerdem die Sorten Peabody Greening, Fisher Pippin und Munro Nr. 2, die später als Walden bezeichnet wurde.
Auch mit Birnen und Pflaumen stellte er Züchtungsversuche an. So züchtete er eine sehr winterharte Pflaumensorte, die er nach T. A. Mooers aus Ashland, von dem er den Samen erhalten hatte, aus dem die Sorte hervorging, 'Mooers Arctic' nannte.
Sharp erlangte durch Vorträge und von ihm verfasste Artikel die Aufmerksamkeit amerikanischer und kanadischen Wissenschaftler, die ihn zahlreich in Upper Woodstock besuchten. Darunter waren auch Professor Joseph Lancaster Budd, der Leiter des Agriculture College in Ames, Iowa, und Professor Charles Gibbs vom Dominion Government, der Obst- und Zierpflanzensammlungen in Abbotsford unterhielt. Diese beiden Männer unternahmen im Jahr 1882 eine Reise nach England, Russland und in andere europäische Staaten, um dort Obstsorten zu sichten und widerstandsfähiges Zuchtmaterial zu sammeln. Sharp erhielt das Angebot der Regierung, an der Expedition teilzunehmen, konnte aber aufgrund gesundheitlicher Probleme in der Familie nicht mitreisen. Die beiden Wissenschaftler brachten von der Expedition mehr als 100 Apfel-, 30 Pflaumen-, 40 Kirsch- und 40 Birnen- sowie einige Pfirsich- und Aprikosensorten mit, die sie im Versuchsgarten des Iowa Agricultural College aufpflanzten. Die Sorten wurden vermehrt und an zahlreiche Obstproduzenten verteilt, um sie an verschiedenen Standorten zu testen.
Obwohl sie sich als sehr frostresistent erwiesen, versagten die meisten dieser Sorten in den USA, da die Früchte schon im Spätsommer reiften, nicht lagerfähig waren und sie anfällig gegenüber Krankheiten waren. Sharp erhielt aus dieser Sammlung 50 russische Apfelsorten, von denen er einige in seiner Baumschule kultivierte und bei Kreuzungsversuchen einsetzte.

## Innovationen zur Obstbaumkultur
Sharp legte gezielt Obstkulturen auf mehreren Standorten mit verschiedenen Böden an, um den Einfluss der Bodenart- und -qualität auf den Wuchs und den Ertrag der Bäume zu studieren. Außerdem experimentierte er intensiv mit Pflanz- und Schnittmethoden für den Zwergobstbau von Äpfeln, Pflaumen und Pfirsichen. So gelang ihm die Kultivierung eines reich tragenden Apfelbäumchens mit einer Größe von nur 3 Fuß (ca. 90 cm) und die Züchtung eines nur 6 inch (ca. 15 cm) hohen Pflaumenbäumchens, das eine Frucht trug. Sharp hatte erkannt, dass durch die Nutzung von schwachwüchsigen, in dichter Pflanzung stehenden Obstbäumen in Kombination mit gezielten Schnittmaßnahmen sehr hohe und früh einsetzende Erträge erzielt werden können.
Er leistete damit wichtige Vorarbeit zur Entwicklung für den modernen Obstanbau mit Niederstammbäumen in sehr hoher Baumdichte.
Er befasste sich intensiv mit dem Saftfluss in den Bäumen und versuchte daraus, Wuchsgesetze und entsprechende Schnittmaßnahmen abzuleiten. So entwickelte er eine Methode, junge Pflaumenbäume über den Winter  flach über dem Boden auszubinden, wodurch er sie zu einem starken Blüten und damit Fruchtansatz anregte. Er bezeichnete die daraus abgeleitete Erkenntnis als Law of Antagonism of Stalk and Fruit.
Sharp bemühte sich auch um die ständige Weiterentwicklung und Verbesserung von Werkzeugen und technischen Hilfsmitteln für den Obstbau. So entwickelte er bereits 1850 eine Apfelschälmaschine und betrieb auf seiner Plantage zur Cider-Herstellung eine Saftpresse, die in einem Pressvorgang 30 Barrel (ca. 4500 Liter) Äpfel fassen konnte. Er konstruierte windbetriebene Mühlen zur Herstellung von Knochenmehl und einen Evaporator zur Trocknung von Ahornzucker.

## Sharps Baumschule und Obstplantagen
Im Jahr 1844 kaufte Francis P. Sharp seinem Vater die Farm in Northampton ab. Auf diesem Gelände legte er zunächst seinen ersten Obstgarten mit ca. 100 Bäumen an. Ab 1846 betrieb er hier auch eine kleine Baumschule, die er 1850 zu den Woodstock Nurseries erweiterte.
Sharp erweiterte die Obstbaumschule ständig. In den 1870er Jahren trat sein Schwager William Sperry Shea (* 10. Dezember 1818; † 21. März 1876), der Ehemann seiner Halbschwester Isabel, als Geschäftspartner in das Unternehmen ein, das seit dem unter dem Namen Sharp, Shea & Company firmierte.
Shea kümmerte sich vor allem um die betriebswirtschaftlichen und organisatorische Aufgaben und stellte das für die kontinuierliche Expansion notwendige Kapital zur Verfügung.
Nach Sheas Tod im Jahr 1876 trat Sharps ältester Sohn Franklin in das Geschäft ein. 1887 übertrug Sharp ihm die Woodstock Nurseries und seinem Sohn Ziba Humboldt die Obstplantagen. Zu diesem Zeitpunkt wuchsen in der Baumschule 250.000 Bäumen und ca. 1.600 Apfelsorten, die aus Sharps Kreuzungsversuchen hervorgegangen waren und sich in der Erprobung befanden. Kurz nach der Geschäftsübergabe begann Franklin Sharp zwischen Woodstock und Upper Woodstock den „Franklin Sharp Orchard“ anzulegen, eine Apfelplantage mit 20.000 Bäumen auf einer Fläche von 70 Acres (ca. 28 ha), von denen 40 Acres ausschließlich mit der neu gezüchteten Sorte Crimson Beauty bepflanzt wurden.
Im Jahr 1878 führte das Unternehmen Niederlassungen in Woodstock, Grafton und Houlton. Das Sortiment umfasste vor allem winterharte und widerstandsfähige Birnen-, Pflaumen- und Kirschsorten, aber auch Reben, Stachelbeeren, Johannisbeeren Brombeeren, Himbeeren und Erdbeeren. In seiner Obstanlage kultivierte und verkaufte er auch Pfirsiche, was nach ihm niemanden in dieser Gegend mehr gelang.
Um den sehr einträglichen Obstanbau auszubauen, kaufte Sharp kontinuierlich Land auf, dass er durch Kredite finanzierte. Sein größter Kreditgeber war der Bürgermeister von Woodstock Lewis P. Fisher, ein wohlhabender Anwalt.
Im Mai 1881 zerstörte ein verheerender Brand den größten Teil der Betriebsgebäude der Baumschule und sein Wohnhaus. Obwohl er keinen Brandversicherung hatte, gelang es Sharp, sein Unternehmen wieder aufzubauen und sich von dem Schaden zu erholen.
Die Baumschule auf besonders robuste und frostharte Obstsorten spezialisiert. Neben Sharps eigenen Züchtungen Sharps New Brunswick, Crimson Beauty, Munro Nr. 1 und Nr. 2, Fisher Pippin, Woodstock Bloom wurden auch russische Apfelsorten angeboten, darunter Yellow Transparent (in Deutschland als Weißer Klarapfel verbreitet), Alexander (in Deutschland als Kaiser Alexander verbreitet), Roter Astrachan und Tetofsky.
Im Jahr 1890 wurden in der Baumschule mehr als 900,000 Apfel-, Pflaumen-, Kirsch- und Birnbäume kultiviert. Damit war es die zu diesem Zeitpunkt größte Baumschule in ganz Kanada.
1890 verabschiedeten die USA ein neues Zollgesetz  (McKinley-Trade Tariff), das die Importzölle deutlich erhöhte.  Zu diesem Zeitpunkt vermarktete Sharp einen Großteil der Ernte  aus seinen Apfelplantagen in den Vereinigten Staaten; von der jährlichen Produktion von 25.000 Barrel wurden 18.000 Barrel in den Vereinigten Staaten und nur 7.000 Barrel innerhalb der eigenen Region abgesetzt. Sharps Unternehmen wurde deshalb durch die hohen Zölle stark getroffen.
Im Jahr 1892 starb sein Sohn und Geschäftspartner Franklin an Auszehrung, wahrscheinlich aufgrund einer Tuberkuloseerkrankung.
Franklin Sharp vermachte die Sharp Nurseries an seine Schwestern Alexandra Elizabeth und Harriet Jane. Alexandra Elizabeth leitete das Unternehmen bis zu ihrem Tod im Jahr 1904.
Im strengen Winter 1892/1893 verlor Sharp die meisten seiner Pflaumenbäume durch Frostschäden.
Das sinkende Einkommen aus seinen Plantagen reichte nicht mehr aus, um die Kreditraten zu zahlen. Sharps Tochter Minnie Bell, die stets ein sehr enges Verhältnis zu ihrem Vater gehabt hatte, versuchte, die Baumschule zusammen mit ihrem Mann Edwin Tappan Adney wieder aufzubauen, konnte das Unternehmen aber nicht zu seiner vorherigen Bedeutung zurückführen.
Nach Sharps Tod im Dezember 1903 und dem Tod seiner Tochter Alexandra Elizabeth nur ein Jahr später wurde der größte Teil des Unternehmens veräußert.